# Lingue luba
Le lingue Luba sono lingue del gruppo bantu, codificate nel 1995 dalla linguista Christine Ahmed-Saidi.
Parlate nelle regioni comprese fra il fiume Niger e il Congo, comprensibili fra loro, vengono distinte a seconda della regione geografica in cui vengono usate le varianti linguistiche. Ad esempio il Luba-Kasai (o Tshiluba, Lulua), il Luba-Katanga (o Kiluba, Luba-Shaba) — queste prime due sono le più diffuse—, il Luba-Hemba. La lingua Luba, oggi parlata da circa 8 milioni di persone è considerata una lingua franca, essendo parlata in regioni di nazioni diverse ed è una delle lingue ufficiali del Congo. Si sviluppò e diffuse con la nascita del regno (o impero) di Luba, a partire dal XVI secolo, quando il popolo e la lingua dei Luba divenne dominante sulle tribù che condividevano lo stesso areale, i Lunda e Lulua. Fu usata dagli occupanti belgi come lingua di riferimento con la popolazione locale durante la colonizzazione belga dell'area. In Italia la variante plurale di Luba, Ba-luba viene usata come termine spregiativo e con accenti razzisti (pertanto sconsigliato) per indicare un uomo di colore proveniente "genericamente" da una regione africana.